# Молодёжная сборная Латвии по хоккею с шайбой
Молодёжная сборная Латвии по хоккею c шайбой — команда, представляющая Латвию, на молодёжных чемпионатах мира. Управляется и контролируется Латвийской хоккейной федерацией (латыш. Latvijas Hokeja federācija), которая является членом ИИХФ с 1931 года.

## История
Молодежная сборная Латвии по хоккею была образована в 1992 году. Свою первую официальную игру команда провела в специальной отборочной группе для дивизиона C 1993 года, где добилась своей крупнейшей победы в истории: 47-1 в матче против сверстников из Греции, однако после 4 побед на групповом этапе в финале все же уступила право принять участие в основном розыгрыше группы C Украине.
Дебют команды в турнире ТОП-дивизиона состоялся в 2006 году и закончился 4 поражениями на групповом этапе: 1-5  от Чехии, 4-7 от Словакии, 1-3 от России, 2-10 от Швеции. В утешительном раунде команда уступила также и Швейцарии 2-5, но победила Норвегию 4-0. Заняв общее 9-е место, Латвия на два года вновь вернулась в I Дивизион, а первопроходцами стали такие игроки как Мартиньш Карсумс, Каспарс Даугавиньш, Артур Кулда, Оскар Бартулис, Каспарс Саулиетис, Гунтис Галвиньш, Кристапс Сотниекс, Гинтс Мейя.
Во второй раз молодежная сборная Латвии вернулась в элитную группу в 2009. На групповой стадии турнира также последовали 4 поражения от фаворитов, однако в утешительном раунде латвийцы разгромили со одинаковым счетом 7-1 команды Германии и Казахстана. Заняв итоговое 8-е место, молодежная команда Латвии впервые в истории сохранила место в элитной группе. Авторами этого достижения выступили такие игроки, как Роберт Екимов, Робертс Букартс, Ральф Фрейбергс, Виталий Павлов, Гунарс Скворцов и другие.

## Результаты
| - 1993 год 25-е место (квалификация в группу С) - 1994 год 18-е место (группа С) - 1995 год 17-е место (группа С1) - 1996 год 12-е место (группа B) - 1997 год 12-е место (группа B) - 1998 год 14-е место (группа B) - 1999 год 15-е место (группа В) - 2000 год 17-е место (группа В) - 2001 год 18-е место (I дивизион) - 2002 год 21-е место (I дивизион) - 2003 год 18-е место (I дивизион) - 2004 год 14-е место (I дивизион) - 2005 год 12-е место (I дивизион) - 2006 год 9-е место (ТОП-дивизион) | - 2007 год 13-е место (I дивизион) - 2008 год 12-е место (I дивизион) - 2009 год 8-е место (ТОП-дивизион) - 2010 год 9-е место (ТОП-дивизион) - 2011 год 11-е место (I дивизион) - 2012 год 9-е место (ТОП-дивизион) - 2013 год 10-е место (ТОП-дивизион) - 2014 год 12-е место (I дивизион) - 2015 год 13-е место (I дивизион) - 2016 год 11-е место (I дивизион) - 2017 год 10-е место (ТОП-дивизион) - 2018 год 12-е место (I дивизион) - 2019 год 14-е место (I дивизион) |